# Globe Omnium Films
Globe Omnium Films est une société de production et de distribution cinématographique française disparue. Elle a produit entre autres films : OSS 117 n'est pas mort, Ces sacrées vacances, Le Piège et L'Étrange rendez-vous, dans lequel Christopher Lee fait sa première apparition à l'écran en 1948.